# Panostaja (entreprise)

Panostaja Oyj est une société d'investissement dont l'objectif est d'aider au développement des petites et moyennes entreprises en Finlande.

## Présentation
Panostaja a défini, comme objectif, le développement de entrepreneuriat en Finlande.  
La valeur des sociétés dans lesquelles elle investit est renforcée en leur apportant une expertise commerciale et stratégique. 

## Organisation
En 2019, les sociétés du portefeuille de Panostaja sont: 
| Société        | C.A.     | Part   | Année |
| -------------- | -------- | ------ | ----- |
| Grano          | 129,7 M€ | 54,8 % | 2008  |
| Carrot         | 20,8 M€  | 74 %   | 2018  |
| Oscar software | 10,1 M€  | 50,7 % | 2018  |
| Hela keskus    | 8,0 M€   | 100 %  | 2007  |
| Tila Tukku     | 7,3 M€   | 60 %   | 2012  |
| CoreHW         | 5,7 M€   | 61 %   | 2017  |
| Gugguu         | 4,5 M€   | 43 %   | 2018  |
| Headmasters    | 4,2 M€   | 80 %   | 2007  |
| Hygga          | 4,7 M€   | 80 %   | 2015  |

## Actionnaires
Au 29 février 2020, les plus grands actionnaires de Panostaja sont:
| #  | Actionnaire                 | Actions    | %       |
| -- | --------------------------- | ---------- | ------- |
| 1  | Treindex Oy                 | 5 886 200  | 11,20 % |
| 2  | Oy Koskenkorva Ab           | 5 469 798  | 10,41 % |
| 3  | Ilmarinen oy                | 4 259 000  | 8,11 %  |
| 4  | Fennia-ryhmä                | 3 468 576  | 6,60 %  |
| 5  | Mikko Matias Koskenkorva    | 1 986 055  | 3,78 %  |
| 6  | Hanna Maria Malo            | 1 682 207  | 3,20 %  |
| 7  | Minna Kristiina Kumpu       | 1 682 170  | 3,20 %  |
| 8  | Maija Kristiina Koskenkorva | 1 347 542  | 2,57 %  |
| 9  | Matti Olavi Koskenkorva     | 1 158 903  | 2,21 %  |
| 10 | Mauno Juhani Koskenkorva    | 1 040 769  | 1,98 %  |
|    | total [1-30]                | 36 200 991 | 68,91 % |